# جسر دوبيوك ويسكونسن
جسر دوبيوك ويسكونسن (Dubuque–Wisconsin Bridge) هو جسر سيارات مقوس من الفولاذ يربط مدينة دوبيوك بولاية آيوا، مع مقاطعة غرانت في ولاية ويسكونسن، عبر نهر المسيسيبي.  وهو أحد جسري السيارات في منطقة دوبيوك، والآخر هو جسر جوليان دوبيوك الذي يقع على بعد حوالي ثلاثة ميل (4.8 كـم) جنوبا.